# Kiriszy (stacja kolejowa)
Kiriszy (ros. Кириши) – stacja kolejowa w miejscowości Kiriszy, w rejonie kiriskim, w obwodzie leningradzkim, w Rosji. Położona jest na linii Mga – Budogoszcz.
Od stacji odchodzi bocznica do rafinerii ropy naftowej Kinief.

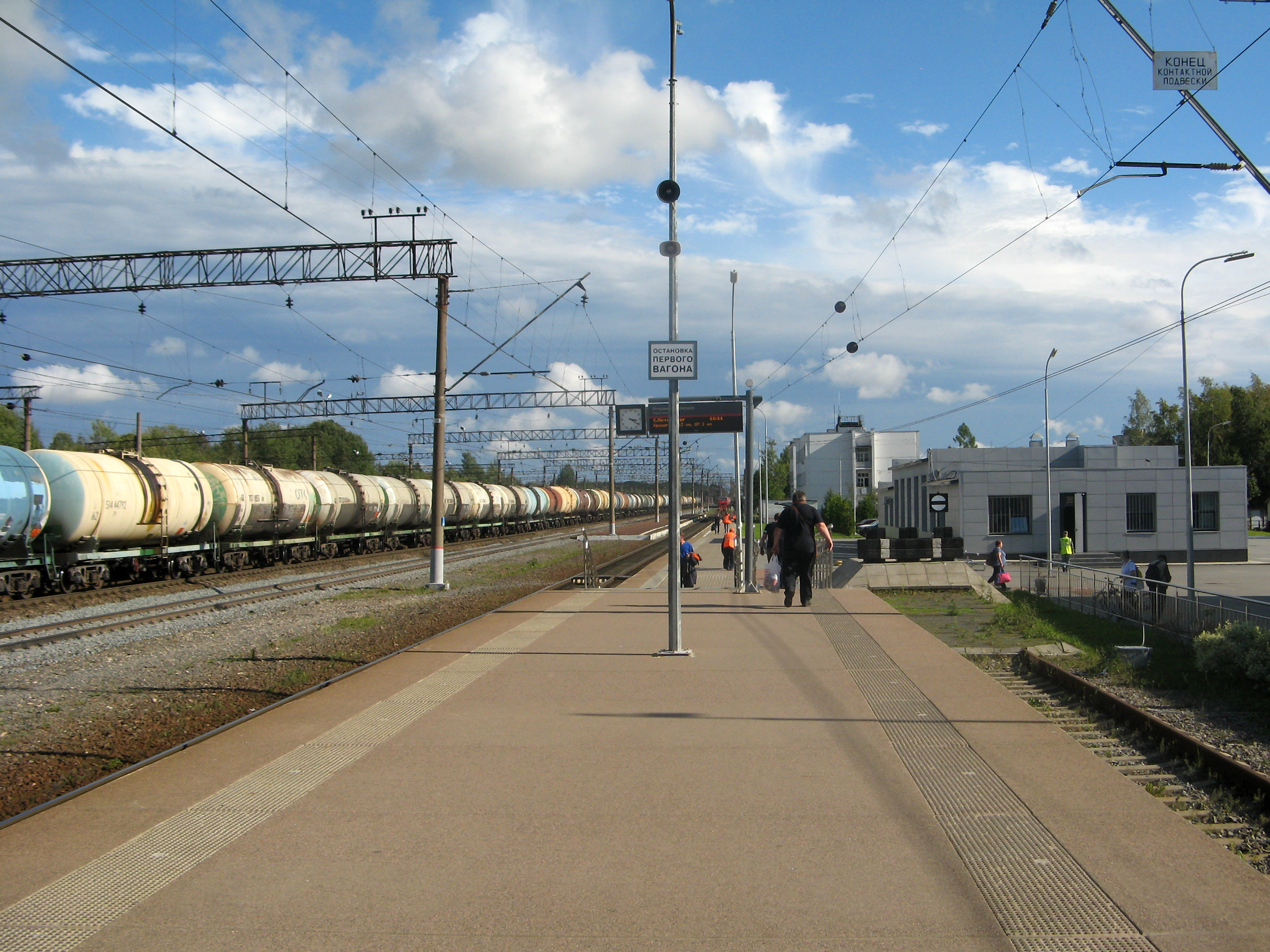
perony; widok w stronę Budogoszczy